# Goulburn, New South Wales
Goulburn là một thị trấn thuộc bang New South Wales, Úc.

## Địa lý
Goulburn nằm gần dãy núi Great Dividing, với cao 690 mét (2.264 ft) trên mực nước biển. Hợp lưu của các sông Wollondilly và sông Mulwaree nằm trong thành phố này.

### Khí hậu
Với độ cao của mình, Goulburn có khí hậu đại dương (Cfb) với mùa hè ấm áp và mùa đông mát mẻ. Tại đây, lượng mưa phân bố đều trong năm và thỉnh thoảng có tuyết rơi.
| Dữ liệu khí hậu của Goulburn            | Dữ liệu khí hậu của Goulburn | Dữ liệu khí hậu của Goulburn | Dữ liệu khí hậu của Goulburn | Dữ liệu khí hậu của Goulburn | Dữ liệu khí hậu của Goulburn | Dữ liệu khí hậu của Goulburn | Dữ liệu khí hậu của Goulburn | Dữ liệu khí hậu của Goulburn | Dữ liệu khí hậu của Goulburn | Dữ liệu khí hậu của Goulburn | Dữ liệu khí hậu của Goulburn | Dữ liệu khí hậu của Goulburn | Dữ liệu khí hậu của Goulburn |
| Tháng                                   | 1                            | 2                            | 3                            | 4                            | 5                            | 6                            | 7                            | 8                            | 9                            | 10                           | 11                           | 12                           | Năm                          |
| --------------------------------------- | ---------------------------- | ---------------------------- | ---------------------------- | ---------------------------- | ---------------------------- | ---------------------------- | ---------------------------- | ---------------------------- | ---------------------------- | ---------------------------- | ---------------------------- | ---------------------------- | ---------------------------- |
| Cao kỉ lục °C (°F)                      | 42.8 (109.0)                 | 40.7 (105.3)                 | 35.9 (96.6)                  | 30.7 (87.3)                  | 24.4 (75.9)                  | 20.7 (69.3)                  | 19.7 (67.5)                  | 24.1 (75.4)                  | 30.5 (86.9)                  | 31.3 (88.3)                  | 39.9 (103.8)                 | 42.1 (107.8)                 | 42.8 (109.0)                 |
| Trung bình ngày tối đa °C (°F)          | 28.3 (82.9)                  | 26.5 (79.7)                  | 23.8 (74.8)                  | 20.1 (68.2)                  | 16.0 (60.8)                  | 12.4 (54.3)                  | 11.8 (53.2)                  | 13.4 (56.1)                  | 16.6 (61.9)                  | 20.0 (68.0)                  | 23.1 (73.6)                  | 26.1 (79.0)                  | 19.8 (67.7)                  |
| Tối thiểu trung bình ngày °C (°F)       | 12.9 (55.2)                  | 12.6 (54.7)                  | 10.1 (50.2)                  | 5.8 (42.4)                   | 2.5 (36.5)                   | 1.3 (34.3)                   | 0.2 (32.4)                   | 0.5 (32.9)                   | 3.0 (37.4)                   | 5.2 (41.4)                   | 8.3 (46.9)                   | 10.8 (51.4)                  | 6.1 (43.0)                   |
| Thấp kỉ lục °C (°F)                     | −0.1 (31.8)                  | 0.7 (33.3)                   | −0.1 (31.8)                  | −6.3 (20.7)                  | −8.1 (17.4)                  | −10.2 (13.6)                 | −10.4 (13.3)                 | −10.9 (12.4)                 | −7.4 (18.7)                  | −5.6 (21.9)                  | −4.4 (24.1)                  | −1.2 (29.8)                  | −10.9 (12.4)                 |
| Lượng Giáng thủy trung bình mm (inches) | 48.9 (1.93)                  | 52.7 (2.07)                  | 40.0 (1.57)                  | 25.6 (1.01)                  | 32.8 (1.29)                  | 60.9 (2.40)                  | 33.5 (1.32)                  | 39.9 (1.57)                  | 45.8 (1.80)                  | 50.2 (1.98)                  | 54.9 (2.16)                  | 57.6 (2.27)                  | 542.8 (21.37)                |
| Số ngày giáng thủy trung bình (≥ 0.2mm) | 7.5                          | 8.6                          | 9.7                          | 9.3                          | 11.4                         | 14.5                         | 14.2                         | 11.5                         | 11.5                         | 9.4                          | 9.5                          | 8.3                          | 125.4                        |
| Độ ẩm tương đối trung bình (%)          | 41                           | 45                           | 46                           | 46                           | 54                           | 63                           | 61                           | 52                           | 50                           | 46                           | 45                           | 39                           | 49                           |
| Nguồn:                                  |                              |                              |                              |                              |                              |                              |                              |                              |                              |                              |                              |                              |                              |